# Рокас, Анжелик
Анжелик Рокас (англ. Angelique Rockas) — британская актриса греческого происхождения.
Родилась и провела первые годы в Южной Африке, в 1978 году переехала в Лондон. В 1980-х годах в Лондоне со своей труппой Интернационалистского театра (изначально именовавшемся Новый Интернационалистский театр), начав с возобновления «Балкона» Жана Жене, спровоцировала появление в Лондоне мультирасовых и мультинациональных театральных постановок. Знаменитый южноафриканский писатель и деятель культуры Атол Фугард в своём письме поддержки приветствовал образование «интернационалистского театра». Маделина Джей в обзоре во Французской службе BBC World Service подтверждала значимость такого вида театральной деятельности. Известный писатель и театральный деятель, участник феминистского движения, Мишелин Уондор в анонсе спектакля по пьесе Гризельды Гамбаро «Лагерь» (Griselda Gambaro «The Camp») для еженедельного информационного журнала Time Out определила как «необычайный риск» политику распределения ролей в труппе. Интервью с Рокас об основании Интернационалистского театра публиковались печатными и сетевыми СМИ, такими как ведущие греческие газеты «Элефтеротипия» (Свободная печать) The National Herald, латиноамериканский журнал Vogue Mexico, шведская газета Dagens Nyheter, южноафриканские издания «Cape Argus», «The South African»,  греческий сайт Hellenism.net и новостной греческий портал Greek Reporter.
Наиболее известные роли Анжелик Рокас в кино ‒ это Генриэтта в фильме «Ведьмы» Николаса Роуга, Нереида в картине «О Вавилон!» Костаса Ферриса, а также роль поддерживающей женщины в фильме «Чужбина» Питера Хайамса . В Греции Рокас более всего известна как исполнительница главной роли госпожи Ортики в вышедшем в 1989 году телевизионном сериале «Эммонес идеес» (Навязчивые идеи) Теодора Марагоса (Thodoros Maragos), где роль Сократа сыграл Вангелис Мурикис (Vangelis Mourikis).

## Юность в Южной Африке
Рокас окончила Католическую женскую школу святого Доминика в Боксбурге (Boksburg). Там она познакомилась с будущим членом Африканского национального конгресса, борцом за свободу и министром здравоохранения Барбарой Хоган, которая была на год моложе её. После окончания школы Рокас поступила в Витватерсрандский университет, где её специализацией были английская литература и политология. Здесь она возобновила общение с Хоган. Политические изыскания Рокас были внезапно прерваны, когда региональный представитель националистической партии в парламенте, узнав её на среди участников студенческого пикета против апартеида на фотографии на первой полосе газеты «Стар», сделал предупредительный телефонный звонок её родителям. Парламентарий выразил своё удивление и возмущение тем фактом, что их дочь посмела выступить против государственной системы.
Следующее появление Рокас на первой полосе «Стар» произошло совершенно при других обстоятельствах; в этот раз в качестве одной из молодых девушек из известных семей, собирающих средства для Южно-африканского греческого института общего и технического образования (SAHETI), одного из наиболее авторитетных греческих учебных заведений вне Греции.
Во время третьего года обучения в Университете Рокас участвовала в поэтическом празднике, приуроченном к памятной дате в борьбе за независимость Греции, 25 марта, это позволило ей познакомиться с Георгиосом Бизосом, легендарным южно-африканским юристом, греком по происхождению, который впоследствии станет защитником на суде Нельсона Манделы и также одним из тех юристов, кто примет участие в создании новой Конституции Южной Африки. Для Анжелики Бизос же станет образцом для подражания, вдохновит её на создание Интернационалистского театра. Позднее, уже из Лондона, Рокас пошлет Бизосу книгу по законодательству Европейского союза для его Центра юридической информации
После окончания Университета со степенью бакалавра по английской литературе со специализацией по философии Рокас продолжила обучение в театральной школе Кейптаунского университета, где курсом актёрского мастерства руководил профессор Роберт Мохр (Robert Mohr). В то же время, получив членскую карточку профсоюза актёров для роли в постановке южноафриканской радиовещательной корпорации по произведению Т.С.Элиота «Бесплодная земля», она записалась на курс по комедии периода Реставрации для получения степени магистра гуманитарных наук (MA) с возможностью получения диплома Университет Южной Африки. В итоге, однако, вооружившись рекомендательным письмом от великого южно-африканского актёра Кобуса Россоува игравшего в пьесах на языке африкаанс, Рокас покинула Южную Африку и направилась в Великобританию

## Лондон и «Театро Технис»
В Лондоне Рокас начала выступать как актриса под руководством Джорджа Юджиниу (Георгиос Эвгениу) в небольшом театре под названием «Театро
Технис» (Театр искусства) Здесь, кроме участия в греческой классике, как, например, в постановке Медея (пьеса Еврипида) Известный английский журналист, патриарх британской журналистики в статье в Morning Star , ежедневном британском таблоиде левой направленности, писал о том, что постановка «Медеи» в «Театро Технис» по своему уровню сравнима с постановкой эсхиловской трилогии «Орестея» в Национальном театре (то есть в Лондонском Королевским театре), играла в политизированных постановках «Прикованного Прометея» Эсхилла, Лисистрата Аристофан и современной адаптации его «Всадников» (О Демократия!). Также Рокас выступала под именем Анжелики (Ангелики, полученным при крещении в греческой церкви), участвуя в двуязычных (греческий/английский) постановках о проблемах, касавшихся местного сообщества греков-киприотов. Это были, к примеру, пьесы «Приданное с двумя белыми голубями», «Освобожденная Афродита», «Революционер по прозвищу Рузвельт», «Этнико́с Араво́нас» (Национальное сватовство) Были и пьесы только на греческом языке, «Под черешнями» и «Дон Камилло». Свое первое интервью в Великобритании Рокас дала в августе 1980 года популярной газете «Парикиаки Харавги» (ссылка на кипрскую газету Харавги левой ориентации, ныне название сократилось до «Парикиаки», что означает сообщества-колонии), издаваемой сообществом греков-киприотов. В нём она рассказала о своей работе с Джорджем Юджиниу и его театром.
Между спектаклями в театре Рокас также исполнила роль Леди Макбет в постановке Макбет (пьеса) на сценической площадке Трамшед, в Вулвиче (район Лондона).

## Новый Театр
Первым рискованным предприятием Анжелики Рокас в театральной области было образование в ноябре 1980 года Нового театра для постановки классической пьесы 
Форд, Джон (драматург) «Жаль, что она шлюха» (John Ford, 'Tis Pity She’s a Whore', 1633), в которой Рокас исполнила главную роль Анабеллы. Рокас сама финансировала эту постановку и заручилась поддержкой Доннеллан, Деклан , с тем чтобы он стал режиссёром спектакля, в котором присутствовала только основная сюжетная линия, а побочные исключались. Актёры были облачены в современные костюмы, созданные в лондонском театре «Театр полумесяца» (Half Moon Theatre) и арт-центре «Театр Спейс» (Theatre Space). Художником спектакля стал известный английский театральный художник Ник Ормерод (Nick Ormerod). Для Рокас стимулом при создании спектакля послужило впечатление от постановки польского режиссёра и деятеля искусства Кантор, Тадеуш «Виелополе, Виелополе» «Wielopole , Wielopole»). Спектакль польского режиссёра шёл на сцене арт-центра Риверсайд-студия, и здесь состоялось знакомство Кантора и Рокас. Постановка в Новом театре получила одобрение британского режиссёра и кинокритика, представителя «британской новой волны» и движения «Свободное кино», Андерсон, Линдсей 

## Представления и приемы
Как актриса Рокас впервые привлекла внимание публики своей трактовкой образа Эммы в постановке пьесы Гризельды Гамбаро «Лагерь». Так, Латиноамериканская служба Би-Би-си (Mundo) отметила блестящее исполнение Рокас этой сложной роли. Том Воган из Morning Star описывал её игру как 'обжигающую' и 'оставляющее сильное впечатление'; журналистка и правозащитница Дженни Воган из «Спэр риб» (Spare Rib), ежемесячного журнала, напрямую связанного с феминистским движением, отзывалась об игре Рокас как 'сногшибательной' и 'держащей в постоянном напряжении'. Также на зрителей и критиков произвел глубокое впечатление образ Медеи в пьесе Еврипида. Известный в Британии и США продюсер и писатель Нед Чейлет (Ned Chaillet), в то время публиковавший в The Times критические статьи, писал о том, что был ошеломлен яростью Медеи, клокочущей в 'опасных страстях Анжелик Рокас'. Телевизионный и театральный критик старшего поколения Розмари Сэй (Rosemary Say) в обзоре в «Санди телеграф» превознесла созданный Рокас образ античной героини как 'отчаянно живой'; Камден Сканер (Camden Scanner) заявил: «Анжелик Рокас в центральной части использует самые простые средства выражения, но оказывает мощнейшее воздействие на зрителя». [Ссылка на Видеозапись выступления перед публикой Анжелик Рокас в образе Медеи]. Согласно Джо Станлей из Morning Star, в заглавной роли пьесы Фрёкен Юлия актриса сумела не только выразить ту многосложность характера, которая уже была заложена автором, но существенно дополнить её характер: 'Игра мисс Рокас добавляет образу героини глубины и мощности… это чрезвычайно оригинальная постановка '

## Интернационалистский театр
- «Балкон» « Жене, Жан (июнь 1981 года);[38]
- первая британская премьера пьесы великой латиноамериканской женщины-драматурга Гризельды Гамбаро, это была постановка ее пьесы „Лагерь“ (октябрь 1981 года);[39].
- Мамаша Кураж и её дети Брехт, Бертольт (март 1982 года);[40]
- британская премьера пьесы „Лойола“ Пиранделло, Луиджи (июль 1982 года);[41][42]
- британская премьера пьесы Уильямс, Теннесси „Бар отеля Токио“ (май 1993 года);[43]
- Фрёкен Юлия Стриндберг, Август (январь 1994 года);[44]
- и в сотрудничестве с Энн Пеннингтон (Ann Pennington) Враги (пьеса) Максим Горький (март 1965 года).[45]

В апреле 1981 года Рока основала интернационалистский театр с тем, чтобы создать театральную труппу для лондонских актёров любой национальности и расы, говорящих с любым акцентом, и ставить как классические, так и современные пьесы, изначально не предназначенные для труппы смешанного этнического состава. Журналист Анна Морей (Ann Morey) из Латинской Службы Би-Би-Си (ныне BBC Mundo) охарактеризовала театральную труппу как 'разрушающую расовые и национальные барьеры'.
Кроме своей авангардной роли в мультирасовых и мультинациональных постановках в Лондоне, Интернационалистский театр заслуживает внимание как пропагандист творчества таких драматургов как Пирандело, Жене, Теннесси Уильямс. На это указывает влиятельнейший театральный критик Николас де Жонг (Nicholas de Jongh), знаменитый своими резкими парадоксами, в газете The Guardian в обзоре, посвященном постановке „Лойолы“ Пиранделло. Де Жонг пишет, что интернационалистскому театру вполне можно доверять инсценировки тех авторов, кто принадлежит к 'небританской, нереалистической школе, ориентированной на символическое восприятие, драме XX в. и <…> действительно чуждой создателям репертуара с резко суженным полем зрения».
В 1986 году Интернационалистский театр получил статус благотворительной организации.
Работы Рокас в качестве актрисы в интернационалистском театре, помимо вышеупомянутой роли Эммы в постановке пьесы «Лагерь» и также заглавной роли Мисс Жюли, включают роли: Кармен Жене, «Балкон»), Иветта Брехт, «Мамаша Кураж»), Мириам Теннесси Уильямс, «Бар отеля Токио») и Татьяна Максим Горький, «Враги».
- Интернационалистский театр, Theatricalia.com

## Общественно-политическая деятельность
Рока продолжает свою деятельность, выступая за права женщин Греции на образование,  iпротив войны с её аккаунтами в социальной сети Твиттер Пинтерест и  Анжелик Рокас исследование  в Архив Интернета Она собирает свой собственный архив по большевистскому перевороту, причинившему большой вред русским и Русской Православной Церкви, о тех странах, которые вовлечены в разжигание терроризма в бывшей Югославии/Косово, о ситуации на Кавказе и бомбардировке Сербских православных монастырей в Косово.

## Архивы
- Архив нжелики Рокас  в Британская библиотека
- Анжеликой Рокас архиве  Британский институт кино British Film Institute, BFI ‒ отдел Британского института кинематографии) хранится переписка между и рядом великих режиссёров, включая таких, как Элиа Казан (Elia Kazan), Дерек Жарман (Derek Jarman), Линдсей Андерсон, Костас Гаврас (Kostas Gavras), а также с актрисой Жюли Кристи, с которой велись переговоры относительно проекта фильма о Косово.
- Шотландский театральный архив  отдел специализированных коллекций (Glasgow University Library, Special Collections Department)
- Bertolt-Brecht-Archiv Akademie der Künste  Informationen zu Angelique Rockas Gründerin der Theatercompagnie Internationalist Theatre
- Kings College Greek Diaspora Archives

## Персональные данные
По вероисповеданию Анжелик православная христианка. У неё есть две сестры, Димитра
и Джорджина. Димитра имеет академическую степень по греческому языку, она является исследователем традиции православной христианской иконографии, Джорджина художник/ искусная рукодельница и дизайнер. Анжелик устроила так, что в честь нашей матери Ставрулы, в церкви её родной деревни Каламара (Каламатра по-гречески) есть православная фреска с изображением Богородицы и Младенца Христа.